# Il Generale (cantante)
Stefano Bettini, conosciuto come Il Generale (Firenze, 19 dicembre 1961), è un cantante italiano, noto per essere stato tra i primi esponenti italiano del genere raggamuffin.

## Biografia
Dopo aver fatto parte della formazione hardcore punk degli I Refuse It!, fa parte con Ludus Pinski e Daddy Wally (tastierista e batterista del gruppo) dei Village Criers, gruppo reggae con una forte componente multietnica dove suonano musicisti africani e medio-orientali.  Nel 1985, dopo un viaggio in Giamaica, compone la versione italiana del riddim Sleng Teng che prende il titolo SanMArco Skanking, uscita su vinile nel 1989 come lato B del singolo Non è un miraggio (Roberto Baggio), 45 giri firmato Il Generale & Ludus Pinski che rappresenta la prima testimonianza su vinile della fusione fra lo stile tipico dei toasters e MC giamaicani e la lingua italiana.
Nel 1990 pubblica con Ludus Pinski l'album d'esordio Stupefacente che, grazie alla ironia dei testi e all'attenzione mediatica verso la nascente scena delle posse, riceve attenzione da parte degli addetti ai lavori.
L'anno successivo collabora con Tax, chitarrista dei Negazione, nell'EP omonimo e pubblica l'EP Della parola armati insieme a Kote Giacalone, poi noto come Jaka.  Nel 1993 registrato da Madaski e prodotto dalla RTI esce l'album Guarda la luna e non il dito.
Successivamente, con lo scioglimento della Ludus Dub Band, prende una pausa di riflessione collaborando saltuariamente con Giacalone nella One Drop Band. Nel 2000 pubblica In transito ... Briciole del Generale, composto da brani inediti e rivisitazioni di brani del passato e prodotto dal collettivo Heartcore di cui fa parte.
Nel 2002 pubblica con Toni Moretto, ex Pitura Freska, un nuovo album  Più che mai. Collaborazione che prosegue portando alla realizzazione di un successivo lavoro nel 2007, Café Revolucion.
A seguire i nuovi album solisti Mille modi e Veterano Vibrante e, nella primavera 2012, in collaborazione con l'ex Bomba Bomba Mark-One lo split album A stare bene prodotto da DJ Afghan (Soul Love Records).
Con il suo vero nome, Stefano Bettini, è anche coautore insieme a Pier Tosi del libro Paperback Reggae, storia del reggae giamaicano con un capitolo dedicato alla musica in levare in Italia, edito nel 2009 dall'editoriale Olimpia.
Nel giugno 2015 esce il suo nono album Canzoni di tempi di crisi, uscita resa possibile anche grazie al crowdfunding.
Dopo il diploma presso il liceo classico "Michelangiolo", Bettini si è laureato in filosofia presso l'Università degli Studi di Firenze per poi iniziare, contemporaneamente alla carriera musicale, quella di insegnante di filosofia e scienze umane, professione svolta ancora oggi sempre nel capoluogo toscano.

## Discografia

### Album
- 1991 - Stupefacente (Wide Records) con Ludus Pinski
- 1993 - Guarda la luna e non il dito (Wide Records)
- 2000 - In transito ... Briciole del Generale (Rastasnob)
- 2003 - Più che mai (Heartcore) con Toni Moretto
- 2007 - Café Revolucion (Goodfellas) con Toni Moretto
- 2009 - Mille modi (autoprodotto)
- 2011 - Veterano vibrante (autoprodotto)
- 2012 - A stare bene (SouLove) con Mark-One
- 2015 - Canzoni di tempi di crisi

### EP
- 1992 - Il Generale & Tax (Wide Records) con Tax
- 1992 - Della parola armati (Wide Records)

### Singoli
- 1989 - Non è un miraggio (Roberto Baggio)/San Marco Shaking
- 2003 - Più che mai viola/Semina Amore (Heartcore)

## Videografia

### DVD
- 2009 - Mille Modi Il dvd. 1989-2009. Venti anni di stile fiorentino (autoprodotto in tiratura limitata)

## Opere
- 2009 - Paperback Reggae, Origini, protagonisti, storia e storie della musica in levare (Editoriale l'Olimpia) con Pier Tosi